# Ioan Jinga
Ioan Jinga (n. 7 februarie 1935, Buzău – d. 7 decembrie 2009, București) a fost un pedagog român, profesor universitar, doctor în pedagogie, cunoscut pentru contribuțiile sale în domeniul management educațional și pentru activitatea sa dedicată perfecționării personalului didactic.

## Biografie
Ioan Jinga s-a născut în orașul Buzău la data de 7 februarie 1935 și a decedat la București pe 7 decembrie 2009.

### Copilăria și studiile
- 7 februarie 1935: S-a născut în Buzău.
- 1935-1945: Copilărie marcată de privațiuni și refugiul familiei din cauza războiului.
- 1945: A încheiat cursurile Școlii Primare nr. 5 din Buzău și a fost admis la Liceul Comercial de Băieți.
- 1948: A absolvit gimnaziul și a dat examen de admitere la Liceul Industrial din Buzău, dar nu a putut continua cursurile din motive financiare. S-a înscris la Școala Profesională Siderurgică din Reșița.
- 1949-1951: A părăsit Școala Profesională Siderurgică și s-a reîntors, ulterior, la aceasta, după ce a încercat fără succes să urmeze Școala Medie Tehnică Siderurgică.
- 1951: S-a mutat la București și s-a angajat ca muncitor calificat la Atelierele CFR Grivița Roșie. A urmat Școala Specială de doi ani și a absolvit-o în 1953
- 1953: A fost admis la Facultatea de Matematică a Universității din București, pe care a absolvit-o în 1958.

### Activitatea profesională și managerială
- 1958-1960: A refuzat un post universitar la Galați și a devenit profesor de matematică la Liceul „Bogdan Petriceicu Hașdeu” din Buzău.
- 1960: A fost solicitat de academicianul Grigore Moisil să devină asistent la Universitatea din București, dar nu i s-a aprobat transferul. A fost numit șef al Secției de Învățământ și Cultură a Raionului Buzău.
- 1963-1966: A fost avansat șef al Secției Regionale de Învățământ din Ploiești. A continuat să predea, dar a simțit o îndepărtare de matematică.
- 1966: A fost numit șef al Secției Regionale de Învățământ, Știință și Cultură Ploiești.
- 1968-1971: A devenit secretar al Comitetului de Partid Județean Prahova, cu responsabilități în învățământ, știință și cultură.
- 1971-1975: A fost numit vicepreședinte (ministru adjunct) al Comitetului de Stat pentru Cultură și Artă (Consiliul Culturii și Educației Socialiste).
- 1975: Publică la Editura Științifică și Enciclopedică lucrarea „Cultura de Masă” în urma tezei de doctorat cu același nume coordonată de Prof. Univ. Dr. Stanciu Stoian.
- 1975-1979: S-a dedicat pedagogiei, devenind conferențiar suplinitor și apoi titular la Institutul Central de Perfecționare a Personalului Didactic (ICPPD).
- 1979: A fost numit șeful Serviciului de Perfecționare a Personalului Didactic din cadrul Ministerului Educației și Învățământului.
- 1979: Publică la editura Științifică și Pedagogică lucrarea „Educația permanentă”.
- 1979-1989: A fost numit inspector școlar general al Capitalei.
- 1980: Apare la editura Didactică și Pedagogică „Manual de pedagogie socială”.
- 1981: Publică la editura Științifică și Enciclopedică lucrarea „Educația ca investiție în om”.
- 1983: Publică la editura Didactică și Pedagogică „Inspecția Școlară (ed. I)”.
- 1983: Apare volumul II din „Sinteze de pedagogie contemporană”.
- 1986-1988: A coordonat un experiment privind reușita la învățătură a tuturor elevilor, bazat pe modelul mastery learning.
- 1987: Publică la editura Științifică și Enciclopedică „Educația din perspectiva unei noi calități”.
- 1989: Publică volumul „Structuri, strategii și performanțe în învățământ” (în colaborare) la editura Academiei Române.
- August 1989: Este destituit din funcția de inspector școlar general al Capitalei ca urmare a unui conflict cu Primarul General al Capitalei.
- Noiembrie 1989: Este numit inspector general cu delegație în Ministerul Educației și Învățământului.
- Decembrie 1989 - Ianuarie 1990: S-a implicat în protejarea Ministerului Educației în timpul evenimentelor din decembrie 1989. A fost ales Președinte al Sindicatului Salariaților din Ministerul Educației și Învățământului.
- Februarie 1990: Inspectorii școlari au cerut revenirea sa ca inspector școlar general al Capitalei, dar a refuzat funcția. A continuat să publice articole și studii în „Tribuna învățământului”.
- Februarie - Martie 1990: Colaborează cu ministrul adjunct al învățâmântului Otto Stamp, dar întâmpină ostilitate din partea ministrului învățământului și a altora.
- Decembrie 1990: Se pensionează anticipat.
- Mai 1991: Este propus de Ion Negreț pentru a deveni consilier guvernamental, însă propunerea a fost respinsă.
- 1991-1998: Revine în activitate la solicitarea Ministerului Apărării Naționale, activând la Academia de Înalte Studii Militare. Întâmpină dificultăți în obținerea dreptului de a conduce doctorate.
- 1993: Publică la Editura Didactică și Pedagogică lucrarea „Conducerea învățământului”.
- 1994: Publică împreună cu Ion Negreț lucrarea „Învățarea eficientă” la Editura Tehnică.
- 1996: Academia Română acordă lucrării „Învățarea eficientă” premiul „Constantin Rădulescu Motru”.
- 1997: Se transferă, ca profesor universitar, la Academia de Studii Economice din București (ASE).
- 1998-2005: A fost numit director al Departamentului pentru Pregătirea Personalului Didactic (DPPD) din cadrul ASE.
- 1998: Apare la editura All „Manual de pedagogie (ed. I)” (în colaborare).
- 1999: Publică la editura Aldin „Evaluarea performanțelor școlare” (în colaborare).
- 1999: Apare la Editura Didactică și Pedagogică „Familia, acest miracol înșelător”.
- 2001: Publică la Editura Aldin manualul „Managementul Învățământului (ed. I)”
- 2002: Primește Diploma și Medalia Jubiliară „Jan Amos Comenius”.
- 2003: Revizuiește și re-publică la Editura ASE manualul „Managementul învățământului (ed. II)”.
- 2004: Împreună cu Ion Negreț reeditează „Inspecția Școlară” care devine „Inspecția școlară și designul instrucțional (ed. II)” și care este publicată la Editura Aramis.
- 2004: I se acordă Ordinul „Meritul pentru învățământ în grad de cavaler”.
- 1 octombrie 2005: Senatul ASE i-a acordat statutul de profesor consultant și Diploma de excelență „Victor Slăvescu”.
- 2005: A început să redacteze autobiografia „Amintiri despre mine însumi” (neterminată).
- 2007: Revizuiește tratatul „Manual de Pedagogie (ed. II)” care apare la Editura ALL.
- 2008: Publică la Editura Didactică și Pedagogică eseul „Educația și viața cotidiană”.
- 2009: Apare la Editura ASE, tratatul „Bazele Managementului Educațional”.
- 7 decembrie 2009: A decedat la București.

## Contribuții
Ioan Jinga a avut o contribuție semnificativă la dezvoltarea pedagogiei românești, în special în domeniile managementului educațional, inspecției școlare și formării cadrelor didactice.

## Moștenire
Contribuțiile lui Ioan Jinga la pedagogia românească au avut un impact durabil, influențând generații de profesori și pedagogi. Lucrările sale despre managementul educațional și inspecția școlară au fost esențiale în modernizarea sistemului educațional românesc. Abordările sale inovatoare în formarea cadrelor didactice au contribuit la îmbunătățirea calității educației.
În semn de recunoaștere a activității sale, un bust al inspectorului școlar Ioan Jinga a fost dezvelit în incinta Inspectoratului Școlar al Municipiului București. La evenimentul din 2016 au participat oficialități bisericești, printre care Preasfințitul Părinte Timotei Prahoveanul, Episcop-vicar al Arhiepiscopiei Bucureștilor.

## Lucrări publicate
- Jinga, I. (1975). Cultura de masă. Editura Științifică și Enciclopedică
- Jinga, I. (1979). Educația permanentă. Editura Științifică și Enciclopedică
- Jinga, I. & Păun, E. (1980). Manual de pedagogie socială. Editura Didactică și Pedagogică
- Jinga, I. (1981). Educația ca investiție în om. Editura Științifică și Enciclopedică
- Jinga, I. & Negreț, I. (1982). Serial pentru tinerii educatori (6 episoade). Revista de pedagogie
- Jinga, I. (1983). Inspecția școlară. Editura Didactică și Pedagogică
- Jinga, I. (coordonator) (1983). Sinteze de pedagogie contemporană (vol. II). Editura Didactică și Pedagogică
- Jinga, I. (1987). Educația din perspectiva unei noi calități. Editura Științifică și Enciclopedică
- Jinga, I. & Vlăsceanu, L. (coordonatori) (1989). Structuri, strategii și performanțe în învățământ. Editura Academiei Române
- Jinga, I. (1993). Conducerea învățământului (manual de management instrucțional). Editura Didactică și Pedagogică
- Jinga, I. & Negreț, I. (1994). Învățarea eficientă. Editura Tehnică
- Negreț, I (1995). Catastrofa pedagogică. Editura Afeliu
- Jinga, I. (1996). Sistemul informațional pentru conducerea învățământului. Fonim, nr. 4-5-6
- Jinga, I. & Istrate, E. (coordonatori) (1998). Manual de pedagogie. Editura ALL
- Jinga, I., Gavotă, M., Petrescu, A. & Ștefănescu, V. (1999). Evaluarea performanțelor școlare. Editura Aldin
- Jinga, I. & Negreț, I. (1999). Familia, acest miracol înșelător. Editura Didactică și Pedagogică
- Jinga, I. (2001). Managementul învățământului. Editura Aldin
- Jinga, I. (2003). Managementul învățământului (revizuit). Editura ASE
- Jinga, I. & Negreț, I. (2004). Inspecția școlară și designul instrucțional. Editura Aramis
- Jinga, I. (2008). Educația și viața cotidiană. Editura Didactică și Pedagogică
- Jinga, I. (2009). Bazele managementului educațional. Editura ASE